# Метод неопределённых коэффициентов
Метод неопределённых коэффициентов ― метод, используемый в математике для нахождения искомой функции в виде точной или приближённой линейной комбинации конечного или бесконечного набора базовых функций.
Указанная линейная комбинация берётся с неизвестными коэффициентами, которые определяются тем или иным способом из условий рассматриваемой задачи.
Обычно для них получается система алгебраических уравнений.

## Применения
Ниже приведены задачи, которые решаются методом неопределённых коэффициентов.
Система уравнений в них получается из приравнивания коэффициентов при одинаковых степенях в равных многочленах.

### Разложение дроби на простейшие
Классическим примером применения метода неопределённых коэффициентов является разложение правильной рациональной дроби в комплексной или вещественной области на простейшие дроби.
Пусть {\displaystyle P} и {\displaystyle Q} — многочлены с комплексными коэффициентами, причём степень многочлена {\displaystyle P} меньше степени многочлена {\displaystyle Q}. Будем полагать,
что степень многочлена {\displaystyle Q} равна {\displaystyle n}, коэффициент при старшем члене многочлена {\displaystyle Q} равен 1, а {\displaystyle z_{k}}, {\displaystyle k\leq n} ― различные корни многочлена {\displaystyle Q} с кратностями {\displaystyle \alpha _{k}\geq 1}, соответственно. Отсюда имеем
{\displaystyle Q(z)=(z-z_{1})^{\alpha _{1}}(z-z_{2})^{\alpha _{2}}..(z-z_{k})^{\alpha _{k}},}
{\displaystyle \alpha _{1}+\alpha _{2}+...+\alpha _{k}=n,}
Функция {\displaystyle P/Q} представима, и притом единственным образом, в виде суммы простейших дробей
{\displaystyle {\frac {P(z)}{Q(z)}}=\sum _{i=1}^{k}\sum _{j=1}^{\alpha _{i}}{\frac {A_{i,j}}{(z-z_{i})^{j}}},}
где {\displaystyle A_{i,j}} ― неизвестные пока комплексные числа (их число равно {\displaystyle n}).
Для их отыскания обе части равенства приводят к общему знаменателю. После его отбрасывания и приведения в правой части подобных членов получается равенство, которое сводится к системе линейных уравнений относительно {\displaystyle A_{i,j}}.
Примечание. Нахождение коэффициентов упрощается, если {\displaystyle Q} имеет только некратные корни {\displaystyle z_{k}}, {\displaystyle k=1,...,n}, то есть все {\displaystyle \alpha _{k}=1} и
{\displaystyle {\frac {P(z)}{Q(z)}}=\sum _{i=1}^{n}{\frac {A_{i}}{z-z_{i}}}.}
После умножения на {\displaystyle z-z_{k}} последнего равенства и подстановки {\displaystyle z=z_{k}} непосредственно получаем значение соответствующего коэффициента
{\displaystyle A_{k}={\frac {P(z_{k})}{\prod \limits _{i\neq k}(z_{k}-z_{i})}},\quad k=1,...,n.}.

### Интегрирование
При вычислении неопределённого интеграла от рациональной функции метод неопределённых коэффициентов используется при разложении дроби на сумму простейших, как описано выше, а также в методе Остроградского, применяемом если корни знаменателя дроби имеют большую кратность. Он также используется при интегрировании иррациональностей вида
{\displaystyle {P_{n}(x) \over {\sqrt {ax^{2}+bx+c}}},}
где {\displaystyle P_{n}(x)} многочлен степени {\displaystyle n}. Тогда
{\displaystyle \int {P_{n}(x) \over {\sqrt {ax^{2}+bx+c}}}dx=P_{n-1}(x){\sqrt {ax^{2}+bx+c}}+\lambda \int {dx \over {\sqrt {ax^{2}+bx+c}}}.}
После дифференцирования этого равенства, решая систему уравнений, определяют неопределённые коэффициенты многочлена {\displaystyle P_{n-1}(x)} степени {\displaystyle n-1}, а также {\displaystyle \lambda }.

### Обращение ряда
Если функция {\displaystyle f(x)}, не равная нулю при {\displaystyle x=0} разложена в ряд Маклорена:
{\displaystyle f(x)=a_{1}x+a_{2}x^{2}+\ldots ,}
то существует ряд Маклорена противоположной функции:
{\displaystyle 1/f(x)=b_{1}x+b_{2}x^{2}+\ldots ,}
Коэффициенты этого ряда можно найти, перемножив эти два равенства и применив метод неопределённых коэффициентов. Получится бесконечная треугольная система линейных уравнений, из которой последовательно найдутся искомые коэффициенты.
Аналогичным, но более громоздким, образом можно найти коэффициенты ряда обратной функции:
{\displaystyle g(x)=c_{1}x+c_{2}x^{2}+\ldots ,}
При этом используется соотношение {\displaystyle g(f(x))=x}, то есть весь ряд для {\displaystyle f(x)} подставляется вместо {\displaystyle x} в ряд для {\displaystyle g(x)}.

### Сумма степеней
В качестве частного примера можно привести задачу о нахождении формулы k-х степеней: {\displaystyle \sum _{i=0}^{n}i^{k}}. Будем искать ответ в виде многочлена {\displaystyle k+1}-ой степени от {\displaystyle n}. Коэффициенты же этого многочлена найдём с помощью метода неопределённых коэффициентов.
Пример. Ищем {\displaystyle \sum _{i=0}^{n}i^{3}} в виде {\displaystyle p(n)=an^{4}+bn^{3}+cn^{2}+dn+e}.
По определению {\displaystyle p(n)-p(n-1)=n^{3}}, а также {\displaystyle p(1)=1}. Подставляя многочлен в приведённой форме и приравнивая коэффициенты при одинаковых степенях, получаем систему для их определения:
{\displaystyle {\begin{cases}4a-1=0\\-6a+3b=0\\4a-3b+2c=0\\-a+b-c+d=0\\a+b+c+d+e=1\end{cases}},}
откуда получаем ответ: {\displaystyle \sum _{i=0}^{n}i^{3}={\frac {1}{4}}n^{4}+{\frac {1}{2}}n^{3}+{\frac {1}{4}}n^{2}={\frac {n^{2}(n+1)^{2}}{4}}}

### Нахождение частного решения неоднородного дифференциального уравнения
В некотором смысле данное применение является обобщением предыдущего — в том случае искалось решение разностного уравнения {\displaystyle \Delta p(n)=n^{3}}, здесь же ищется решение уравнения {\displaystyle a_{n}f^{(n)}(x)+\ldots +a_{2}f''(x)+a_{1}f'(x)+a_{0}f(x)=g(x)}.
Обычно метод неопределённых коэффициентов применяют в случаях, когда правая часть представляет собой алгебраический или тригонометрический полином.